# 岡山県道57号総社賀陽線
岡山県道57号総社賀陽線（おかやまけんどう57ごう そうじゃかようせん）は、岡山県総社市から加賀郡吉備中央町を結ぶ県道（主要地方道）である。

## 概要
豪渓付近は平成15年（2003年）大雨による土砂崩れのため通行止めとなっていたが、平成23年4月から通行可能になっている。なお、この付近は自動車の離合も困難なほど道幅が非常に狭いが、ガードレール等は設置されておらず、また紅葉のシーズン中の休日はたいへん混雑する。道路標識により最高速度30km/h、警笛区間、駐車禁止の規制が敷かれている。

### 路線データ
- 起点：岡山県総社市宍粟（明治橋交差点、国道180号交点）
- 終点：岡山県加賀郡吉備中央町田土（岡山県道31号高梁御津線交点）

## 歴史
- 1993年（平成5年）5月11日 - 建設省から、県道総社賀陽線が総社賀陽線として主要地方道に指定される[1]。

## 路線状況

### 重複区間
- 国道484号（加賀郡吉備中央町北 - 加賀郡吉備中央町湯山）

## 地理

### 通過する自治体
- 総社市
- 加賀郡吉備中央町

### 交差する道路
| 交差する道路                                        | 市町村名 | 市町村名   | 交差する場所   | 交差する場所        |
| --------------------------------------------------- | -------- | ---------- | -------------- | ------------------- |
| 国道180号                                           | 総社市   | 総社市     | 宍粟（しさわ） | 明治橋交差点 / 起点 |
| 岡山県道76号総社三和線                              | 総社市   | 総社市     | 槙谷           |                     |
| 岡山県道307号吉川槙谷線                             | 総社市   | 総社市     | 槙谷           |                     |
| 岡山県営広域営農団地農道吉備高原地区 / 吉備高原街道 | 加賀郡   | 吉備中央町 | 西             |                     |
| 岡山県道78号長屋賀陽線 岡山県道306号賀陽種井線      | 加賀郡   | 吉備中央町 | 西             |                     |
| 岡山県道472号槙谷北線                               | 加賀郡   | 吉備中央町 | 北             |                     |
| 国道484号 重複区間起点                              | 加賀郡   | 吉備中央町 | 北             |                     |
| 国道484号 重複区間終点                              | 加賀郡   | 吉備中央町 | 湯山           |                     |
| 岡山県道31号高梁御津線                              | 加賀郡   | 吉備中央町 | 田土（たど）   | 終点                |

### 沿線にある施設など
- 豪渓
- 道の駅かよう（国道484号経由）